# Callirhipis multiimpressa
Callirhipis multiimpressa is een keversoort uit de familie Callirhipidae. De wetenschappelijke naam van de soort is voor het eerst geldig gepubliceerd in 1927 door Pic.